# Matthias Müller
Matthias Müller (* 12. září 1982, Švýcarsko) je švýcarský reprezentant v orientačním běhu, jenž v současnosti žije ve švýcarském Winterthuru. Jeho největším úspěchem je mistrovský titul ze sprintu na Mistrovství světa v roce 2010 v Trondheimu. V současnosti běhá za švédský klub Södertälje-Nykvarn a za švýcarský klub Bussola OK, za který startuje ve Skandinávii.

## Sportovní kariéra
| Přehled úspěchů na Mistrovství světa | Přehled úspěchů na Mistrovství světa | Přehled úspěchů na Mistrovství světa | Přehled úspěchů na Mistrovství světa | Přehled úspěchů na Mistrovství světa |
| Mistrovství světa                    | Sprint                               | Middle                               | Long                                 | Štafety                              |
| ------------------------------------ | ------------------------------------ | ------------------------------------ | ------------------------------------ | ------------------------------------ |
| Aichi 2005                           | X                                    | 13. místo                            | X                                    | X                                    |
| Århus 2006                           | 5. místo                             | 14. místo                            | X                                    | X                                    |
| Kyjev 2007                           | X                                    | 9. místo                             | X                                    | X                                    |
| Olomouc 2008                         | 14. místo                            | X                                    | X                                    | X                                    |
| Miskolc 2009                         | 7. místo                             | 4. místo                             | X                                    | X                                    |
| Trondheim 2010                       | 1. místo                             | 6. místo                             | X                                    | 3. místo                             |
| Savojsko 2011                        | 3. místo                             | 8. místo                             | X                                    | X                                    |
| Lausanne 2012                        | 3. místo                             | X                                    | X                                    | 4. místo                             |

| Přehled úspěchů na Mistrovství Evropy | Přehled úspěchů na Mistrovství Evropy | Přehled úspěchů na Mistrovství Evropy | Přehled úspěchů na Mistrovství Evropy | Přehled úspěchů na Mistrovství Evropy |
| Mistrovství Evropy                    | Sprint                                | Middle                                | Long                                  | Štafety                               |
| ------------------------------------- | ------------------------------------- | ------------------------------------- | ------------------------------------- | ------------------------------------- |
| Røskilde 2004                         | X                                     | 16. místo                             | X                                     | X                                     |
| Otepää 2006                           | 17. místo                             | 30. místo                             | 32. místo                             | 5. místo                              |
| Ventspils 2008                        | 11. místo                             | 18. místo                             | X                                     | X                                     |
| Primorsko 2010                        | 5. místo                              | 10. místo                             | 9. místo                              | 1. místo                              |
| Falun 2012                            | 7. místo                              | X                                     | 16. místo                             | 1. místo                              |

| Přehled úspěchů na Mistrovství světa juniorů | Přehled úspěchů na Mistrovství světa juniorů | Přehled úspěchů na Mistrovství světa juniorů | Přehled úspěchů na Mistrovství světa juniorů | Přehled úspěchů na Mistrovství světa juniorů |
| Mistrovství světa juniorů                    | Sprint                                       | Middle                                       | Long                                         | Štafety                                      |
| -------------------------------------------- | -------------------------------------------- | -------------------------------------------- | -------------------------------------------- | -------------------------------------------- |
| Alicante 2002                                | X                                            | 14. místo                                    | 19. místo                                    | X                                            |